# Тамильский Новый год
Тамильский Новый год или Путанды (там. புத்தாண்டு) — отмечается тамилами в индийском штате Тамилнад, на Шри-Ланке, а также в других странах, где имеются многочисленные тамильские общины: Малайзии, Сингапуре и на Маврикии. Дата Тамильского Нового года основана на традиционном тамильском календаре и следует за нираянам, или весенним равноденствием, и соответствует 14 апреля по григорианскому календарю. Этот праздник имеет статус государственного на Шри-Ланке и в Тамил-Наду.
Упоминания празднования Тамильского Нового года и описания тамильского календаря содержатся в ранней тамильской литературе, в частности, в произведениях Наккирара. В датируемой VIII веком поэме «Шилаппадикарам» можно найти описание двенадцати знаков зодиака, а индуистский солнечный календарь, в том виде, в котором он известен сегодня, описывается в эпосе «Манимехалей».
Приход Тамильского Нового года также знаменуется началом сезона манго и цветением деревьев ним, которые тамилы используют для украшения своих домов. В день Тамильского Нового года, в таких городах индуистских храмов, как Кумбаконам, Тиручирапалли и Канчипурам, проходят пышные фестивали колесниц. Наиболее широко праздник отмечается в знаменитом храме Минакши в Мадурае.
Тамилы Шри-Ланки в ходе празднования Нового года совершают обряд кай-вишешам, в ходе которого старшие члены семьи дают деньги незамужним и неженатым детям и другим младшим родственникам. Также в это время проводится обряд арпуду — первое вспахивание земли для нового посева. В день Нового года Солнце переходит из знака Рыб в знак Овна, что считается очень благоприятным временем для любых начинаний. Тамильцы Шри-Ланки в этот день также принимают ванну из лечебных трав, а молодые люди и дети в тамильских деревнях играют в игру пор-тенкай, или «кокосные бои». Одной из целей праздника является укрепление семейных уз. Поэтому в этот день дети навещают родителей, семьи собираются вместе и отмечают праздник.